# 十中八九 (ビックバンド)
十中八九（ジッチュウハック、Jichu-Hakku）は福島県いわき市を中心に活動するビッグバンド。
福島県いわき市において、様々なバックグラウンドを持つ人たちが集い、福島県いわき市を拠点に活動。音楽、ダンス、アートなど「楽しい!」と思える空間をクリエイトする総合エンターテイメントバンド。
2013年9月始動。音楽・演劇・ダンス・美術など多種多様なアートを渾然一体とさせたパフォーマンスで国内外問わず活躍している「渋さ知らズ」を講師として迎え活動開始し、いわき市内のライブハウスや商店街の空きスペースなどまちなかを舞台に、ワークショップやライブパフォーマンスなどを定期的開催。活動を通じて「中心市街地の活性化」や「アートを中心に幅広い年代の人々が集う新しいコミュニティ」の創出をめざす広義でのバンド。2015年8月には、渋さ知らズの不破大輔をプロデューサーに迎えジャンルレスな1stアルバム『十中八九』を発表。